# Rød (film fra 2022)
 For alternative betydninger, se Rød (flertydig). (Se også artikler, som begynder med Rød)
Rød (org. titel: Turning Red) er en amerikansk computeranimeret fantasy-komedie coming-of-age film fra 2022, som er produceret af Walt Disney Pictures og Pixar Animation Studios, og distribueret af Walt Disney Studios Motion Pictures. Den er skrevet og instrueret af Domee Shi (i hendes spillefilmdebut), produceret af Lindsey Collins og med Rosalie Chiang og Sandra Oh i hovedrollerne. Det er den første Pixar-film, der udelukkende er instrueret af en kvinde.
Turning Red havde global premiere eksklusivt på streamingtjenesten Disney+ den 11. marts 2022.  

## Medvirkende
| Figur            | Original stemme       | Dansk stemme            |
| ---------------- | --------------------- | ----------------------- |
| Meilin 'Mei' Lee | Rosalie Chiang        | Nora Balck Sørensen     |
| Ming Lee         | Sandra Oh             | Sandra Yi Sencindiver   |
| Miriam           | Ava Morse             | Lisbeth Wulff           |
| Priya            | Maitreyi Ramakrishnan | Annette Heick           |
| Abby             | Hyein Park            | Silan Maria Budak Rasch |
| Jin Lee          | Orion Lee             | Thomas Chaanhing        |
| Bedstemor        | Wai Ching Ho          | Birthe Neumann          |
| Tyler            | Tristan Allerick Chen | Melvin Pedersen         |
| Tante Cien       | Lori Tan Chinn        | Ulla Jessen             |
| Lily             | Mia Tagano            | Vicki Berlin            |
| Helen            | Sherry Cola           | Sara Gadborg            |
| Tante Ping       | Lillian Lim           | Michelle Bjørn-Andersen |